# Yuba City Racquet Club Challenger 2006
Lo Yuba City Racquet Club Challenger 2006, noto come Sunset Moulding YCRC Challenger 2006 per motivi di sponsorizzazione, è stato un torneo professionistico maschile di tennis facente parte della categoria ATP Challenger Series nell'ambito delle ATP Challenger Series 2006. È stata la 2ª edizione del torneo e si è svolta dal 5 all'11 giugno 2006 sui campi in cemento dello Yuba City Racquet Club di Yuba City, negli Stati Uniti.

## Vincitori

### Singolare
Sam Querrey ha battuto in finale  Sam Warburg con il punteggio di 7–6(6), 6–1

### Doppio
Scott Lipsky /  David Martin hanno battuto in finale  Nicholas Monroe /  Horia Tecău con il punteggio di 6–0, 6–4